# اس‌اس توبانتیا
اس‌اس توبانتیا (به انگلیسی: SS Tubantia) یک زیردریایی بود که طول آن ۵۶۰ فوت (۱۷۰ متر) بود. این زیردریایی در سال ۱۹۱۳ ساخته شد.